# Stefaniella ustjurtensis
Stefaniella ustjurtensis är en tvåvingeart som beskrevs av Fedotova 1991. Stefaniella ustjurtensis ingår i släktet Stefaniella och familjen gallmyggor.
Artens utbredningsområde är Kazakstan. Inga underarter finns listade i Catalogue of Life.